# Polabští Slované

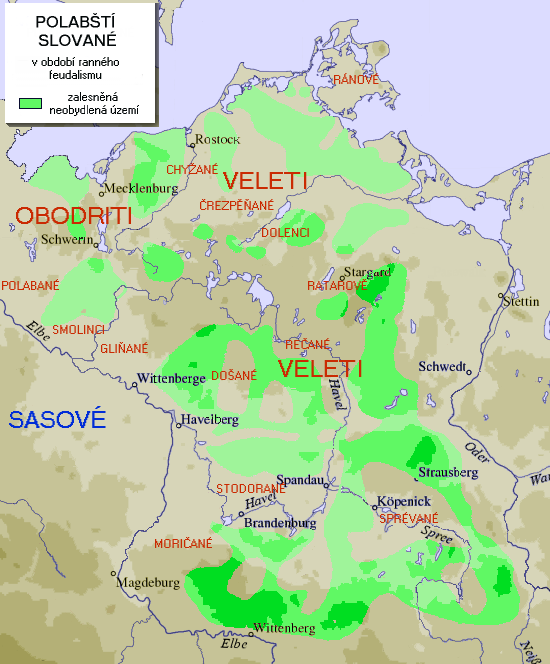
Území Polabských Slovanů se zeleně vyznačenými lesy

Polabští Slované bylo etnikum západních Slovanů, které obývalo území dnešní Spolkové republiky Německa v oblasti mezi řekami Labem, Sálou a Odrou v době raného a vrcholného středověku.
Etnikum zaniklo postupnou germanizací probíhající především během desátého až třináctého století.

## Slovanské osídlení Polabí
Území mezi řekami Labem, Sálou a Odrou začalo být osídlováno západoslovanskými kmeny od počátku 6. století. První historická zpráva o Polabských Slovanech se týká roku 512, kdy se s nimi setkali germánští Herulové při návratu ze svého tažení. Nejstarší archeologické nálezy slovanského osídlení jsou z roku 550. V Havellandu a okolí byla nalezena keramika podobná keramice pražského typu. To také podporuje teorii o příchodu Polabských Slovanů cestou přes Čechy. Kolem roku 600 osídlili Slované baltské pobřeží a území budoucího Meklenburska. Kolem roku 630 žili již slovanští Ránové na Rujaně. V 7. století končí osídlení Polabí poslední vlnou slovanských přistěhovalců.

## Společnost

### Kmenové zřízení
Polabští Slované tvořili veliké množství malých kmenů, které se sdružovaly do kmenových svazů. Začlenění do kmenového svazu bylo poměrně volné. Často docházelo ke kmenovým neshodám a nepřátelstvím v rámci svazu.
Polabské Slovany tvořily dva kmenové svazy:
- Obodrité (Bodrci), obývali nejseverozápadnější část Polabí. K Obodritům příslušely kmeny Rarogů, Drevanů, Gliňanů, Polabanů, Varnů a Vagrů
- Lutici (Veleti), obývali východní část Polabí. K Luticům patřily kmeny Břežanů, Črezpěňanů, Dolenců, Došanů, Grozvičanů, Chyžanů (Kyšanů), Lekusiců (Lešiců), Moričanů, Neleticů, Ploňanů, Ránů, Ratarů, Rečanů, Sitňanů, Sprévanů, Stodoranů (Havolanů), Ukřanů a Voliňanů, Zemčiců aj.

V čele kmene byl kníže, volený sněmem. Luticové měli pravděpodobně kmenové zřízení teokratické (světští panovníci byli podřízeni kněžím).

### Stavební lokality a památky

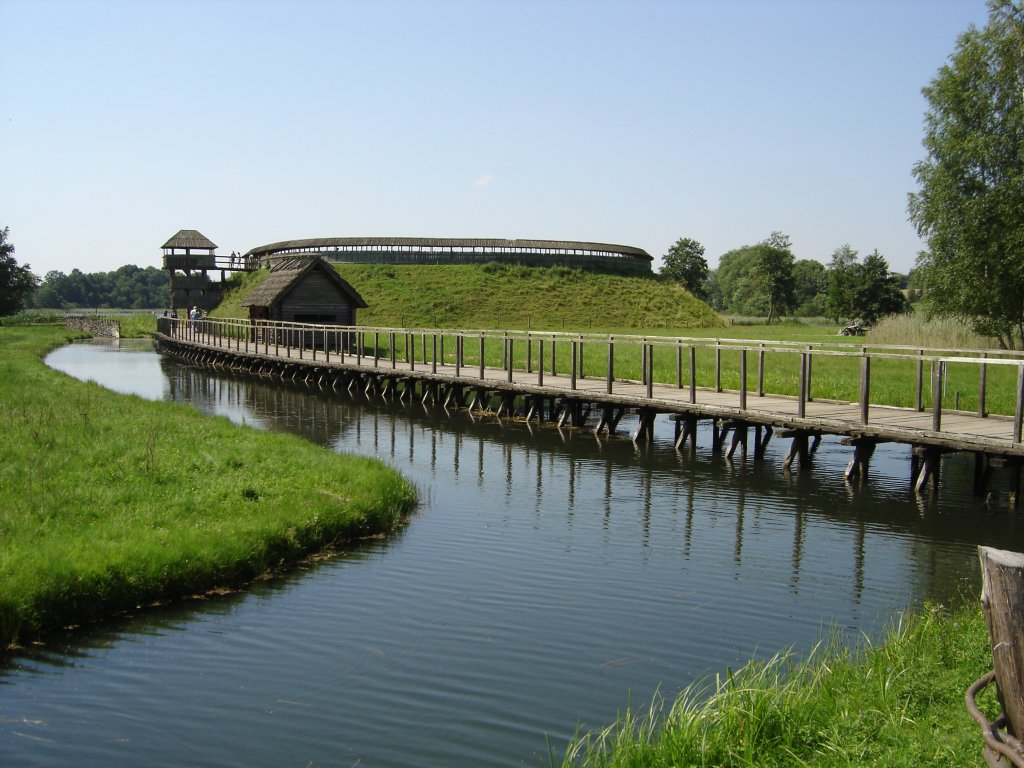
Rekonstrukce slovanského hradiště Groß Raden

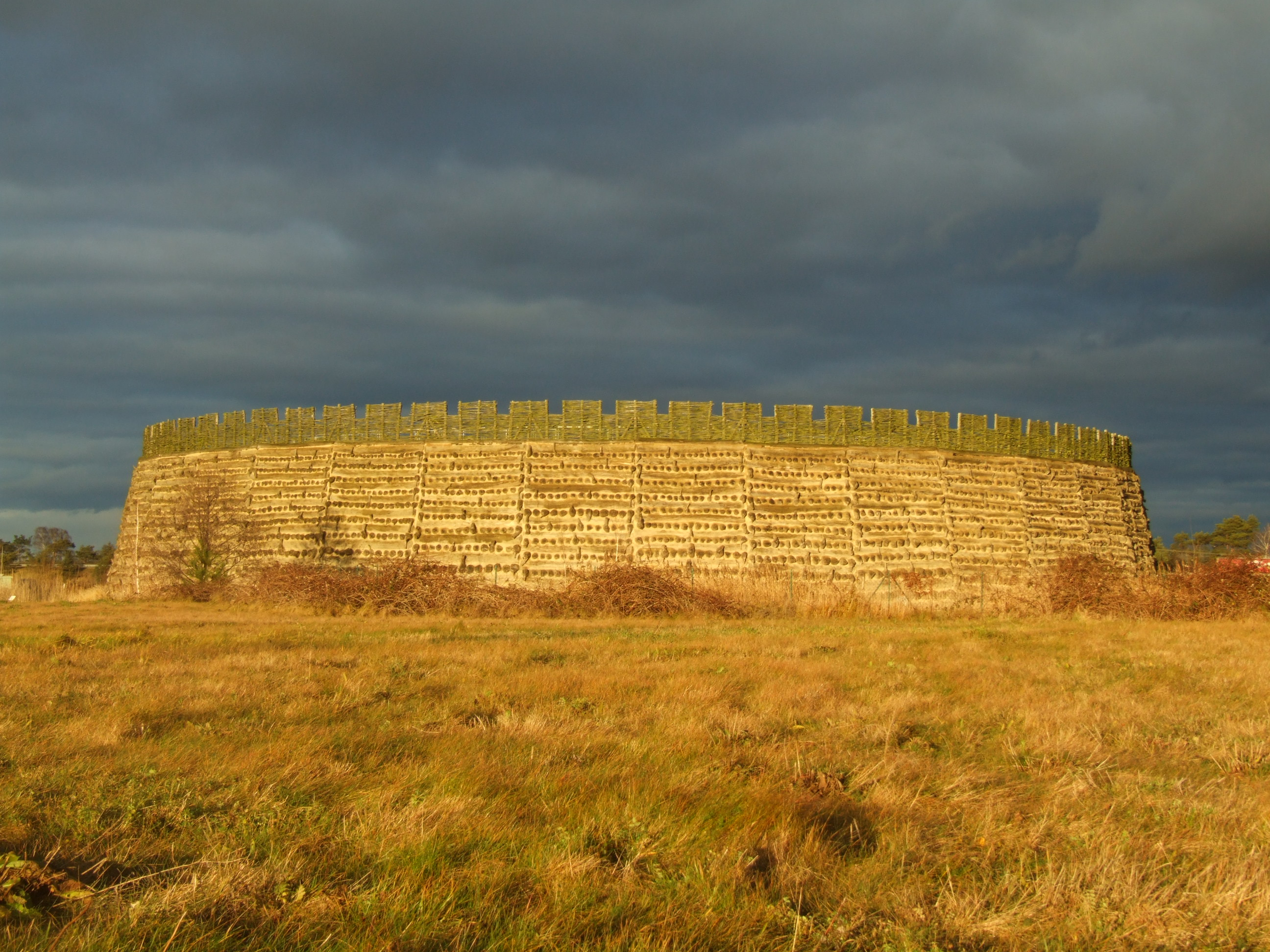
Rekonstrukce slovanského hradiště Raduš

Společenskými a obrannými centry kmenů Polabských Slovanů byla hradiště či opevněná města.
Z hlediska typu terénu a též hlavního účelu, rozeznáváme tři typy hradišť Polabských Slovanů.
1. blatná hradiště se nacházela hlavně v severní části Polabí, v nížinných a bažinatých oblastech. Byla často budována na ostrovech, kde okolní voda poskytovala dostatek ochrany. S okolní pevninou byla spojena dřevěnými, často velice dlouhými mosty.
2. výšinná hradiště se nacházela v jižnější, kopcovité části Polabí.
3. pohraniční hradiště byla zvláštním typem, jejichž úkolem byla ostraha přístupových cest do země. Mezi tato hradiště patří Lenčín, který chránil důležitý labský brod a Dymín, pevnost která sehrála důležitou roli během křížové výpravy proti Slovanům.

#### Významná hradiště Polabských Slovanů
- Centrem kmene Havolanů bylo hradiště Brena (Brennaburg, Branibor, Brandenburg an der Havel), nalézající se v močálovém terénu u řeky Havoly (něm.: Havel). Hradiště Brena mělo kolovou hradbu o průměru 120 až 150m. Bylo ze všech stran obklopeno močály, což ztěžovalo jeho dobytí. Dalším sídlištěm Havolanů byla Postupim (Potsdam).
- Chyžané žijící u řek Rekenice (Recknitz) a Varnavy (Warnow) měli hradiště Vostrov (Güstrow) na Nebole.
- Kmen Dolenců sídlící u řeky Dolenice (Tollense) měl pohraniční pevnost Dymín (Demmin) a Stlup (Stolpe).
- Črezpěňané žijící u řek Pěna (Peene) a Rekenice měli hradiště Wolegast (Wolgast), Teterow, Tribuša (Tribsees).
- Ránové, sídlící na Rujaně (Rügen) měli náboženské centrum Arkonu a královské sídlo Korenicu (Charenz).
- Kmen Břežanů žil v okolí města Havelberku (Havelberg), jejich sídlištěm byla Neletice (Nitzow).
- Rataři, žijící na horním toku Dolenice měli náboženské centrum Retru s nejslavnějším chrámem boha Radegasta, jejíž přesné umístění neznáme, ale spekuluje se o Prilvicích, městečku na jih od Stargardu a jihovýchodně od Štětína. Retra byla v roce 955 vyrabována a zlatá socha Radegasta z chrámu ukradena brandenburským biskupem. Poté byla znovu Ratary vystavěna, ale ve 12. století za vlády Jindřicha Lva znovu spáleno na trosky, nikdy už poté nebylo obnoveno.
- Dalším významných hradištěm byl Groß Raden, nedaleko Sternbergu. Hradiště je dnes zrekonstruované.

### Výroba a obchod

#### Zpracování dřeva
Nejvýznamnější stavební surovinou Polabských Slovanů bylo dřevo. Pro jeho nadbytek a naopak nedostatek kamene, byly veškeré stavby Polabských Slovanů, včetně pomocných staveb (mostů a chodníků) dřevěné.
Dřevo se používalo nejen na ohrazení hradišť, ale i na stavbu obytných budov a náboženských chrámů a svatyní, které byly často zdobené dřevořezbou. Řezbářství bylo u Polabských Slovanů – na rozdíl od malby – na vysoké úrovni.

#### Rukodělná výroba
O sortimentu rukodělné výroby u Polabských Slovanů se dozvídáme především díky archeologickým nálezům.
Od 9. století je doložena kožedělná výroba, například sedel, štítů či kabátců.
K hlavním řemeslným výrobkům patřila keramika. Použití hrnčířského kruhu je doloženo od 10. století.
Na hradišti Dessau-Mosigkau byly objeveny zbytky keramických pecí. Keramika zdobená vlnovkami je podobná keramice pražského typu.
Od 11. století je doložena výroba skla, především skleněných ozdob, avšak nikoliv skleněných nádob.
U Polabských Slovanů je prokázáno zpracování kovů (železa, bronzu, zlata i stříbra) a těžba surovin.
Významnou hospodářskou komoditou byla sůl, která se těžila v okolí Halle.

#### Obchod a platidla
V prvopočátcích osídlení Polabí Slovany byl obchod realizován prostou výměnnou výrobků. Brzy se však rozšířilo používání platidel. Prvním nejběžnějším prostředkem směny byly plátěné ústřižky,
jejichž používání je doloženo na Rujáně. Toto platidlo však bylo brzy nahrazeno kovovými platidly.
Zpočátku to bylo především neražené – kusové stříbro nebo zlomky šperků, jejichž hodnota se stanovovala vahou. Z doby 8. až 10. století jsou nálezy cizích, především arabských mincí na území Polabských Slovanů. Vlastní ražbu mincí zahájili až v první polovině 11. století.

### Náboženství

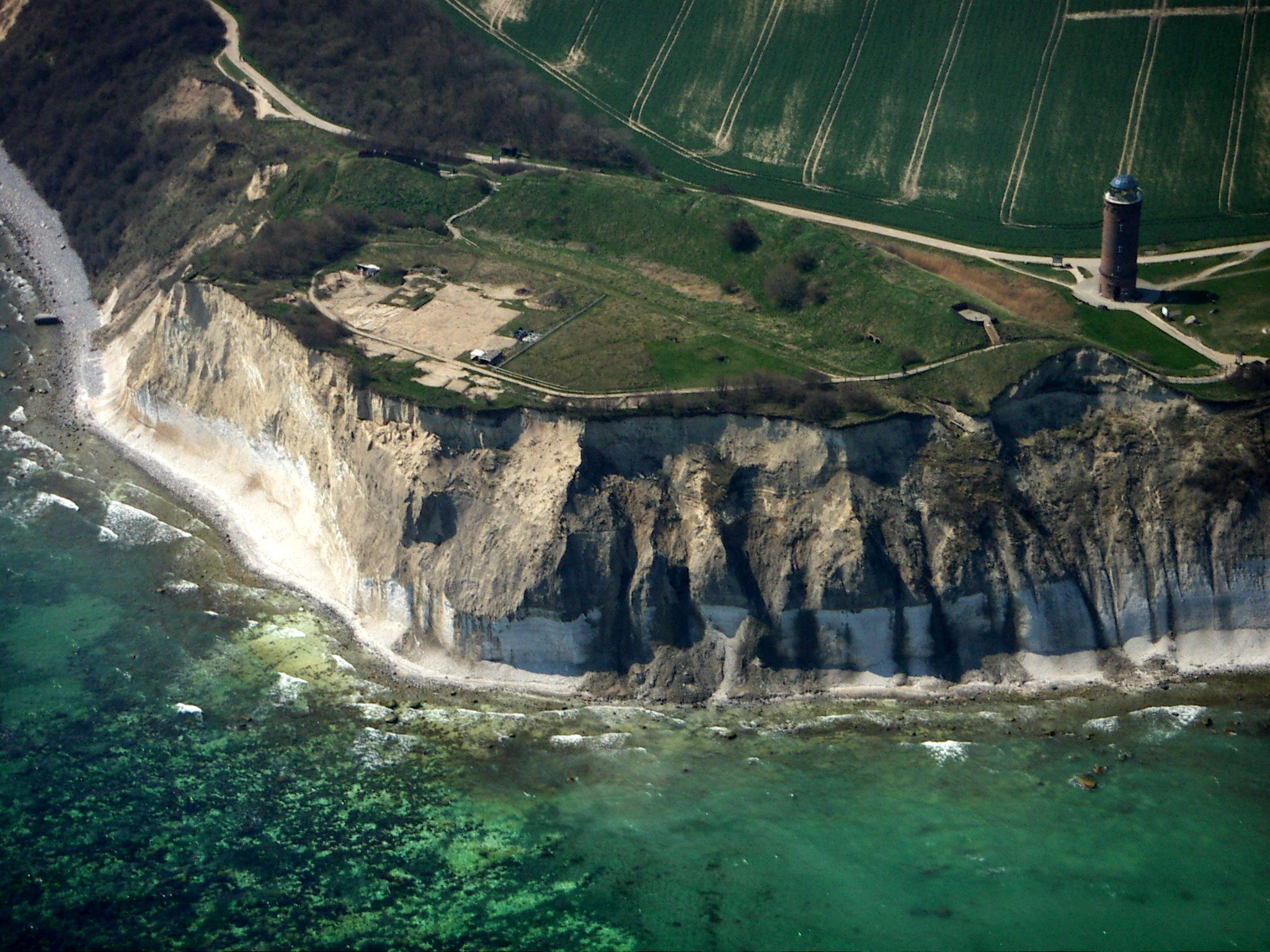
Pozůstatky náboženského centra Arkona. Mys Arkona, Německo

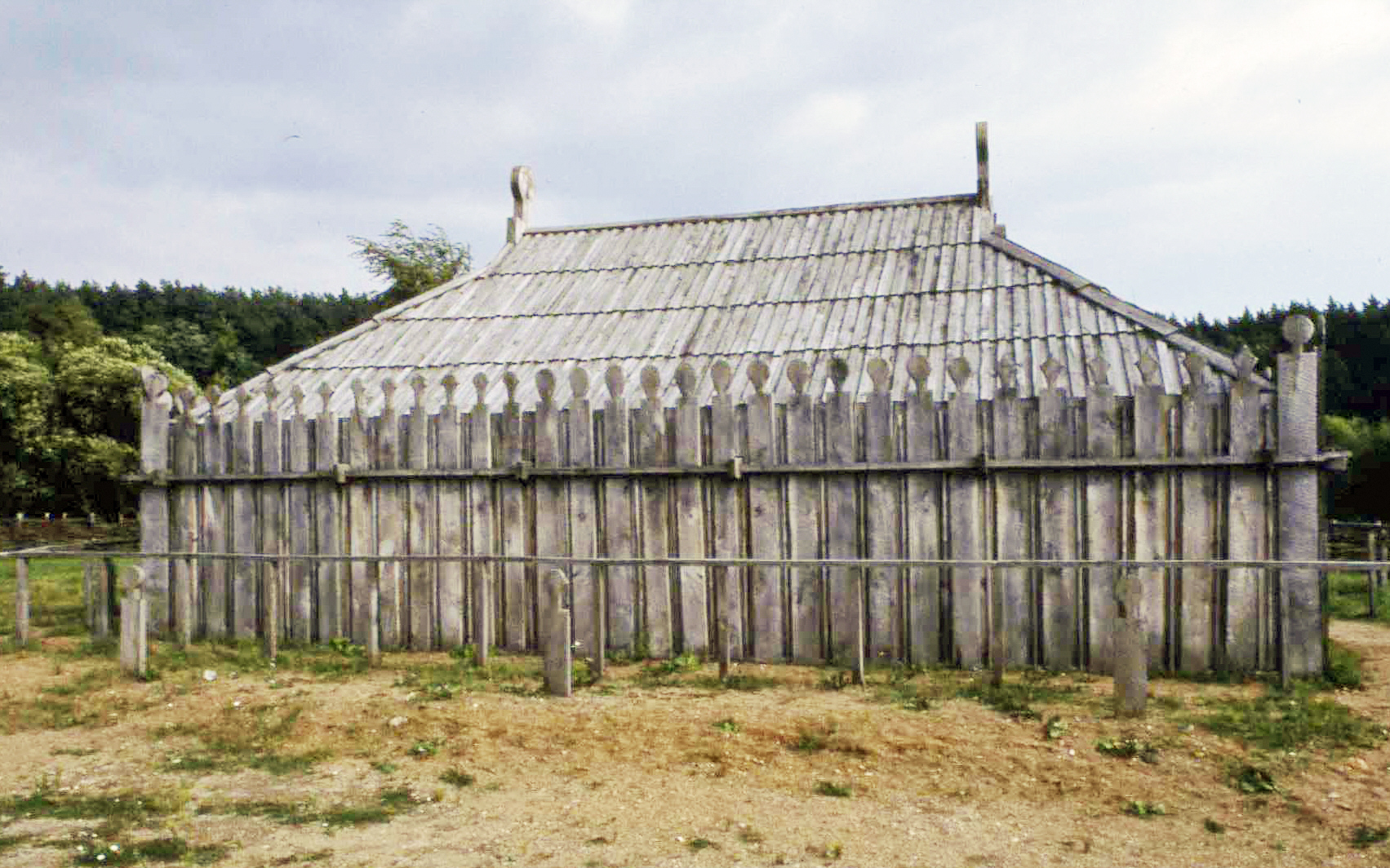
Rekonstrukce slovanského chrámu v Groß Raden

Polabští Slované si po celou dobu své existence – až na výjimky, způsobené mocným tlakem na přijetí křesťanství – udržovali pohanské zvyklosti. Vzhledem k tomu, že neexistují žádné jejich písemné doklady, dozvídáme se o náboženství Polabských Slovanů výhradně z dokumentů západní křesťanské společnosti a z archeologických nálezů. Hlavním zdrojem informací jsou kroniky saských kronikářů Widukinda, Dětmara, Helmolda z Bosau a Adama Brémského.
Polabští Slované uctívali svá pohanská božstva v dřevěných, důkladně postavených chrámech a svatyních. Mezi hlavní bohy patřili Svarožic (později zvaný Radegast), Triglav, Rugievit a po pádu kultu boha Svarožice – Svantovít.
Hlavním náboženským centrem Luticů byla Retra se Svarožicovým chrámem.
Kde se Retra nalézala, není známo. Předpokládá se, že to bylo někde na horním toku řeky Dolenice. Roku 1068 byla Retra zničena německým biskupem Burchardem a poté již nebyla nikdy obnovena.
Významná svatyně se nacházela také v hradišti Groß Raden u Sternbergu.
Po zničení Retry se náboženským centrem stala Arkona (uctívání boha Svantovíta) na Rujaně, obývaná slovanským kmenem Ránů. Avšak i ta byla o sto let později zničena. Roku 1168 byla Rujána dobyta dánským králem Valdemarem I. Velikým a ránský kníže přijal křesťanství. To byl definitivní zánik pohanského náboženství v Pobaltí.

#### Posvátné stromy
Obdobně jako u Keltů i Germánů, také Polabští Slované uctívali stromy. Uctívání stromů bylo nejspíše podmíněno rozsáhlým zalesněním oblastí obývaných Polabskými Slovany. Les pro ně znamenal nejen možné útočiště, ale i nebezpečí. Posvátným stromem byl dub. Byly uctívány samotné stromy a taktéž jsou doloženy existence posvátných dubových hájů.

#### Kult hlavy
Symbol hlavy měl v kultuře Pobaltských Slovanů několikerý význam. Kult hlavy se projevoval vyvěšováním lidských a zvířecích lebek na obranných valech, kde měly zastrašovat nepřítele a nad vchody domů, kde bránily vstupu zla. Dalším vyjádřením kultu bylo, zejména u Luticů, zpodobňování vícehlavých božstev, kde více hlav bohů, hledících do různých směrů, představovalo božskou vševědoucnost. Dřevěné sochy uctívané v náboženských centrech měly tři, čtyři, v rujánské Korenici pak dokonce sedm hlav.

#### Uctívání koně a věštby
S náboženskými centry je spojen kult koně. Kůň byl uctíván a používán k provádění věšteb. Podle způsobu, jakým kůň překročil do země zabodnutá a překřížená kopí se usuzovalo o výsledku plánované vojenské akce. Uctívaný kůň byl majetkem boha a jezdit na něm mohl, ve spojitosti s náboženskými obřady, pouze velekněz.

Vedle věšteb, majících význam pro celý kmen a prováděných pomocí uctívaného koně, praktikovaly se ještě věštby nižšího, převážně osobního významu, které se prováděly náhodným výběrem obarvených hůlek z osudí nebo věštěním z popela.

#### Obětní obřady
Ačkoliv středověké kroniky informují o obětních obřadech Polabských Slovanů, nezmiňují již jejich průběh. Někteří kronikáři, jako Helmold a Adam Brémský, píší o lidských obětech, převážně z řad křesťanských kněží. V roce 1066 Slované zabili veligradského biskupa Jana Skotského a jeho hlavu obětovali v Retře Radegastovi.

#### Pohřební ritus
Způsob pohřbívání u Polabských Slovanů odrážel střet jejich pohanského náboženství s pronikajícím křesťanstvím. Prvními pohřebními obřady, po příchodu do Polabí, byly žárové pohřby a uchovávání popela v popelnicích. Některé z prvních žárových pohřbů se vyznačovaly vybudováním mohyly nad žárovištěm. Součástí žárových pohřbů byly dary, ukládané do hrobů. Byly to zbraně, nástroje i potraviny. V některých oblastech se do hrobu ukládal také drobné mince – Charónův peníz. Od 10. století se pohřební ritus změnil a popelnice
byly ukládány do země. S pronikáním křesťanského náboženství postupně zanikaly žárové pohřby a začalo pohřbívání těl do země.
U Obodritů, kteří podléhali vlivu křesťanství snadněji než Lutici, byly žárové pohřby definitivně ukončeny v 10. století. U Luticů se pohřbívání těl do země objevilo až v 11. století. Současně se také redukovalo množství darů, ukládaných do hrobu, jako pozůstatek pohanského náboženství
a postupně začalo být zvykem pohřbívat mrtvého do země pouze v jeho šatech.

## Historie germanizace a christianizace Polabských Slovanů v datech

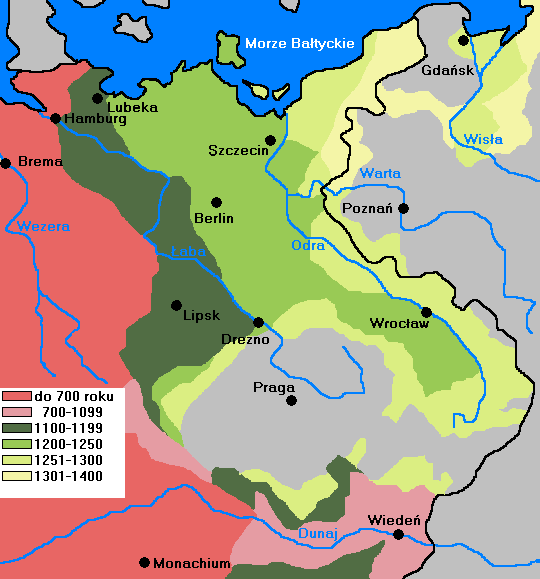
Německá východní kolonizace v 8. až 14. století

- 780 – Francký král Karel (pozdější císař Karel Veliký) se během bojů se Sasy setkal poprvé s Polabskými Slovany. Uzavřel s nimi příměří, aby mohl dokončit boj se Sasy.
- 782 – Karel si podmaňuje Sasy. Sasové byli poté napadeni Slovany.
- 789 – Karel s podporou Sasů a obodritského knížete Vlčana (Wiltzana) zaútočil proti Luticům. Luticům v té době vládl Dragovít. Frankové postoupili až k řece Pěně (Peene). Dragovít se podrobil a začal Karlovi platit daně.
- 792 – Saské povstání proti Karlovi. Kníže Vlčan opět pomohl Karlovi v jeho potlačení.
- 795 – Kníže Vlčan byl zabit Sasy. Jeho nástupcem se stal Dražko a stejně jako Vlčan pomáhal Karlovi v boji se Sasy.
- 804 – Dražko byl za pomoc odměněn územím Nordalbingií (západní Holštýnsko), z něhož byli Sasové vyhnáni.
- 808 – Dánský král Godofrid, spojenec Sasů, uspořádal výpravu proti Obodritům. Během výpravy bylo zničeno město Rarog. Původní spojenci Obodritů – Smolinci a Gliňané – přešli na stranu kmenového svazu Veletů, dánských sympatizantů.
- 809 – Dánové byli vyhnáni a Frankové a Dražko pořádají výpravu proti Veletům. Dražko byl zavražděn a Nordalbingie přestala být součástí země Obodritů. Po Dražkovi byla vláda svěřena Slavomírovi. Dražkův syn Čedrag (Ceadrag) byl v té době nedospělý. Lutickým knížetem se v roce 809 stal Liub. Padl však v boji s Obodrity. Jeho nástupcem byl Milogost, ten však byl radou starších brzy sesazen. Knížetem se stal jeho bratr Čedodrag (Cedeadragus).
- 810 – Veleti dobyli hrad Höhbeck, kde přebýval správce východního Saska a císařský legát.
- 817 – Císař Ludvík Pobožný přinutil obodritského knížete Slavomíra, podělit se o vládu s Čedragem.
- 821/2 – Zemřel kníže Slavomír.Slovanské hradiště z 10. století na ostrově uprostřed jezera v MeklenburskuHradiště patřící obodritským knížatům z rodu NiklotovcůSlovanské hradiště na mysu Arkona na břehu Baltského mořeSlovanské hradiště na Meklenburské jezerní plošiněSlovanské hradiště z 10. století v LužiciSlovanské hradiště u města NeubrandenburgSlovanské hradiště u města Penzlin

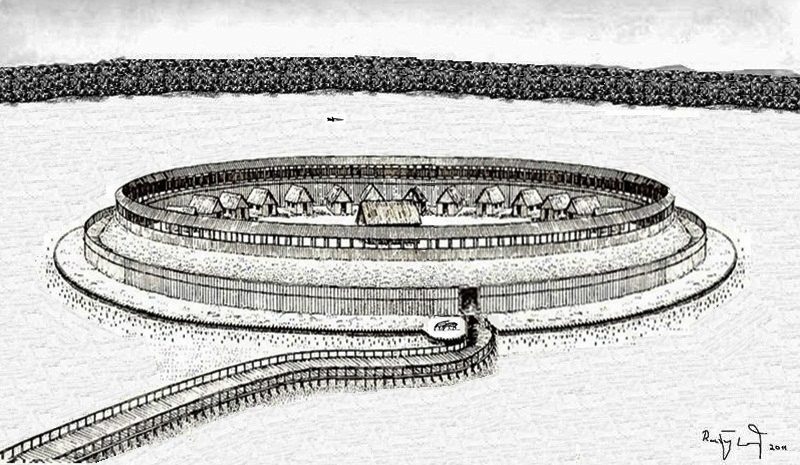
Slovanské hradiště z 10. století na ostrově uprostřed jezera v Meklenbursku

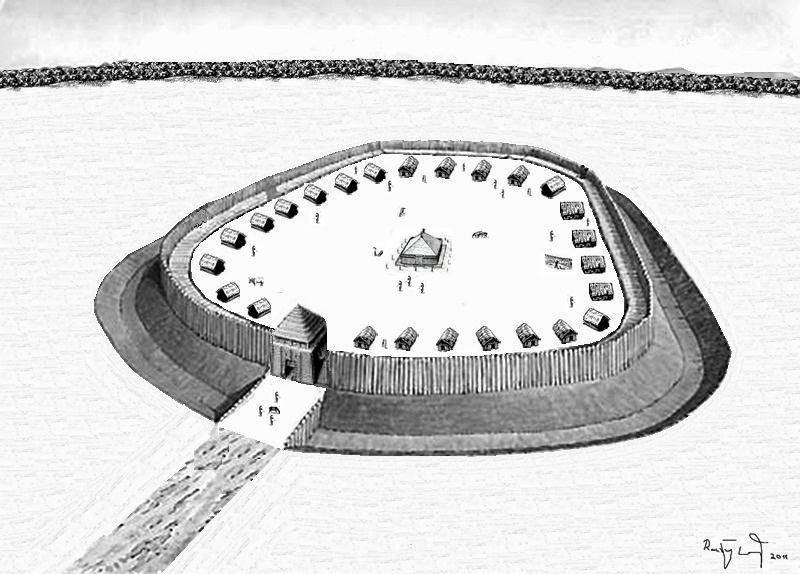
Hradiště patřící obodritským knížatům z rodu Niklotovců

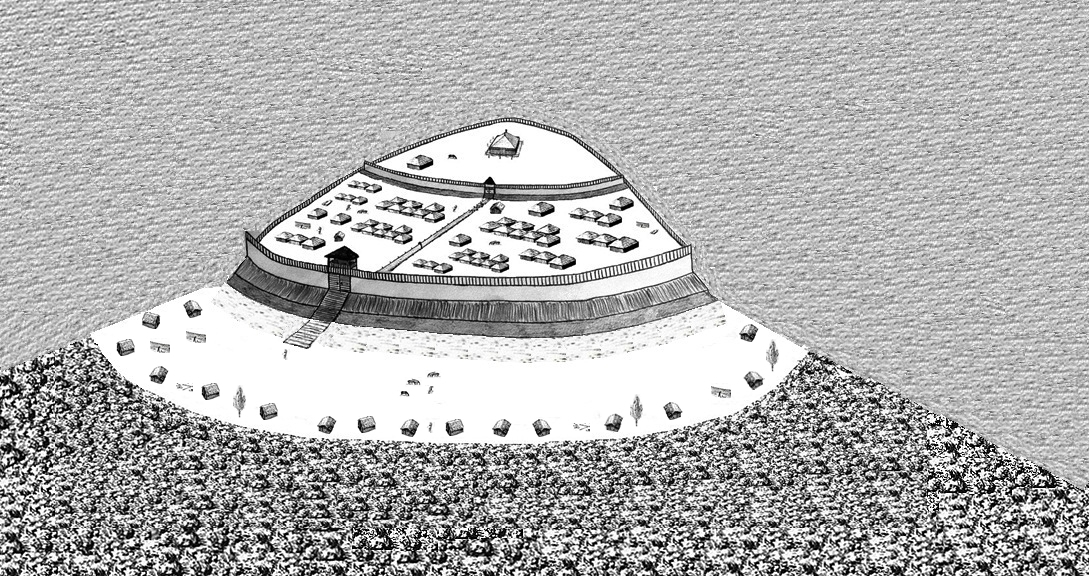
Slovanské hradiště na mysu Arkona na břehu Baltského moře

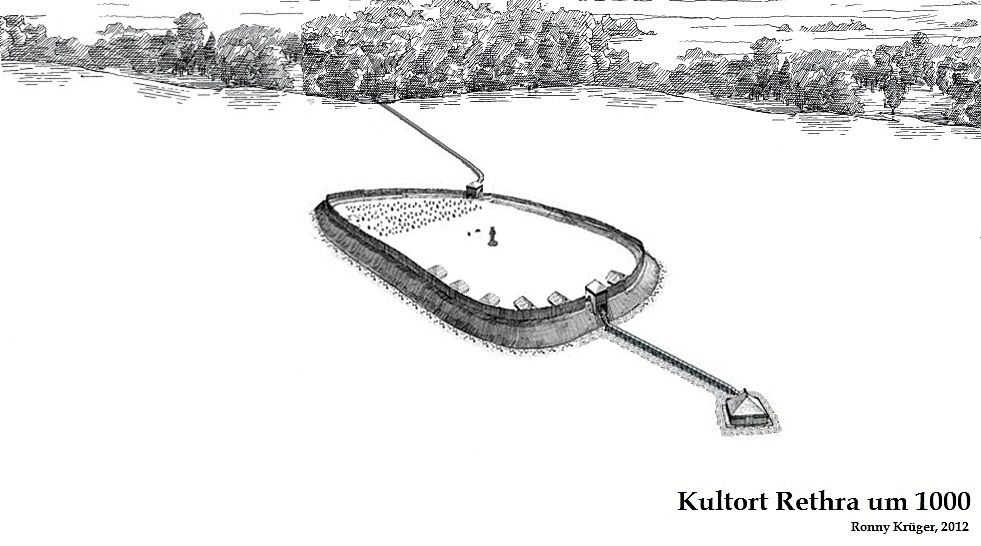
Slovanské hradiště na Meklenburské jezerní plošině

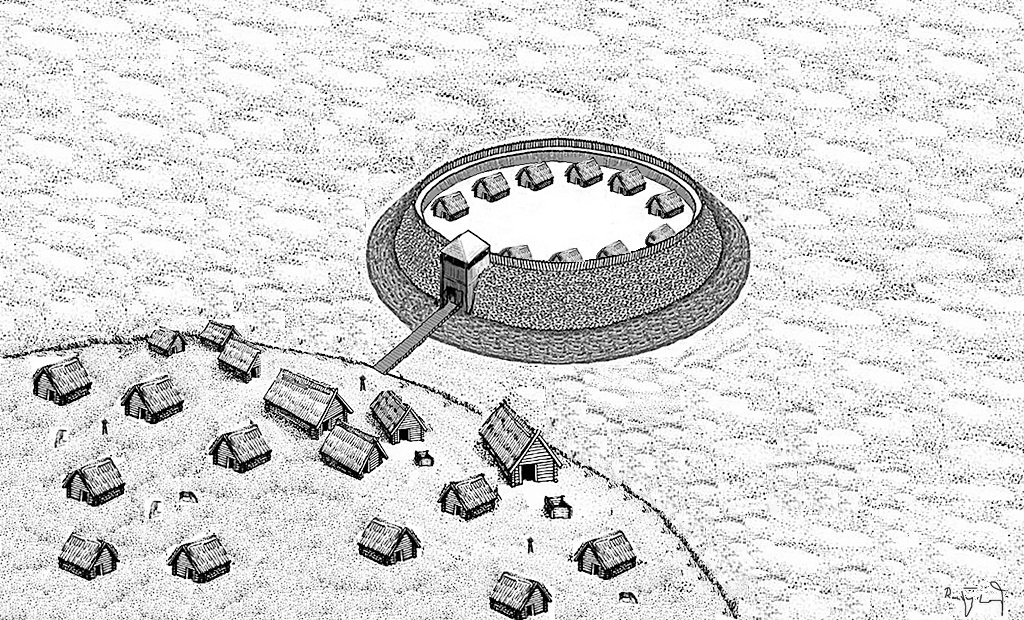
Slovanské hradiště z 10. století v Lužici

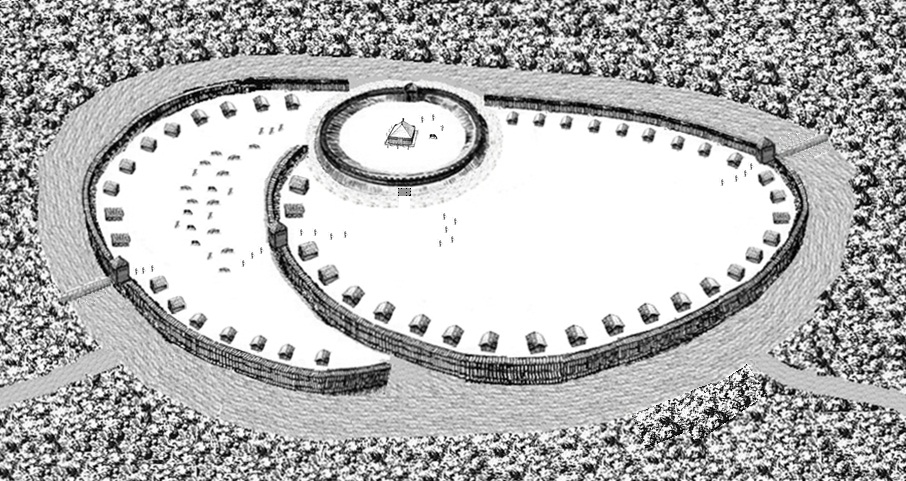
Slovanské hradiště u města Neubrandenburg

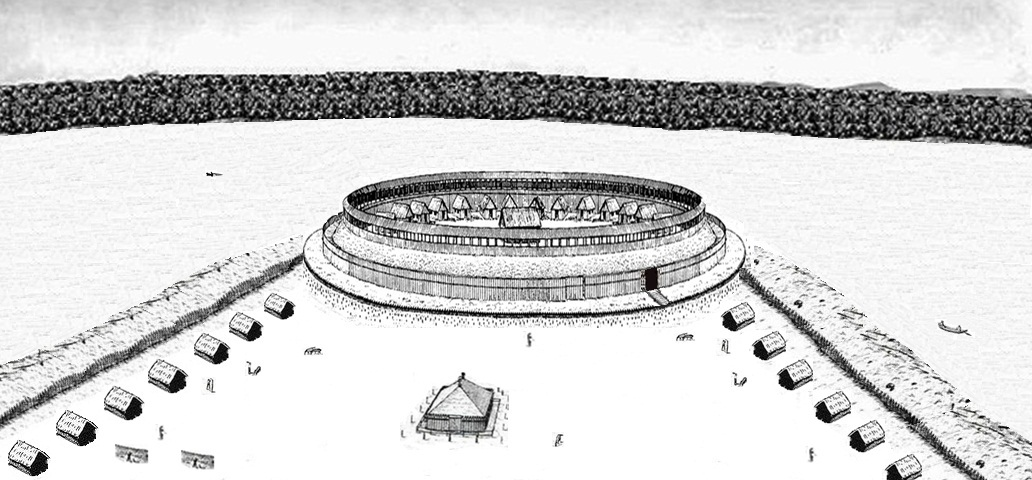
Slovanské hradiště u města Penzlin

- 823 – Císař Ludvík stvrdil lutického knížete Čedodraga.
- 829 – Císař Ludvík stvrdil Čedraga jako krále Oborditů.
- 838/9 – Císař uspořádal výpravu proti Luticům, ohrožujícím hranice.
- 843 – Ludvík II. Němec získal východofranskou říši, sousedící s územím Slovanů.
- 844 – Povstání obodritského knížete Gostimysla proti Ludvíkovi Němci. Kníže byl poražen a zabit.
- 862 – Král Ludvík pořádal výpravu proti obodritskému knížeti Dabomyslovi.
- 889 – Císař Arnulf opětovně pořádal tažení proti Obodritům, které je opět neúspěšné.
- 919 – Jindřich I. Ptáčník nastoupil na trůn v Německu a začal se připravovat na definitivní podmanění Slovanů.
- 928 – Jindřich Ptáčník porazil Stodorany. Dobyl jejich centrum Branibor[8] a zajal knížete Tugumíra. Téhož roku povstali Lutici a spálili město Wallislevo (Wallisleben).
- 929 – Němci v bitvě u Lenčice (Lenzen) porazili Lutice. Veliké množství Slovanů padlo nebo bylo později popraveno. Jindřich uložil Slovanům vysoké daně a tvrdě prosazoval jejich christianizaci.
- 934 – Jindřich porazil Ukrany, poslední dosud nepokořený kmen Luticů.
- 936 – Na německý trůn nastoupil Ota I. Veliký. Téhož roku se vydal na výpravu proti Ratarům.
- 937 – Ota I. rozdělil původní slovanské území mezi Labem a Odrou na dvě marky. Severní marku s centrem Lüneburg, udělil Hermannu Billungovi. Jižní udělil Gerovi.
- 939 – Povstání Ratarů, ve kterém Rataři zabili markraběte Hika. Markrabě Gero se začal naoko smířlivě chovat ke Slovanům. Na hostině, kterou uspořádal pro slovanské velmože, však nechal všechny pozvané Slovany zavraždit. Zachránil se pouze Tugumírův synovec Stojmír. Samotný Tugumír, který v té době již přijal křest se této vražedné hostiny nezúčastnil. Poté, co se zpráva o zavraždění velmožů donesla ke Slovanům, ti Tugumíra vyhnali. Tugumír se uchýlil na Gerův dvůr. Po čase se vrátil a s vymyšlenou legendou získal znovu důvěru Slovanů. Po opětovném získání vlády nechat Tugumír popravit synovce Stojmíra a vyhlásil poddanost Němcům a smír s nimi.
- 942 – Založeno biskupství ve Stargardě.
- 946 – Založeno biskupství v Havelbergu.
- 949 – Založeno biskupství v Braniboru.
- 954 – Povstání Ukřanů proti christianizaci a vysokým daním. Bylo zlikvidováno markrabětem Gerem.
- 955 – Spojené kmeny Obodritů, Luticů spolu se saskými hrabaty Wichmanem a Egbertem uspořádali výpravu proti Němcům. 16. října 955 došlo v bitvě u řeky Reknice, ve které byli Slované poraženi. Slovanský kníže Stojgněv v bitvě padl.
- 957–60 – Markrabě Gero bojoval s Ratary a porazil je.
- 965 – Obodritským knížetem byl Nakon. Po jeho smrti se vládcem kmenového svazu stal Mstivoj (pokřtěný jako Billung).
- 968 – Byl vysvěcen první stargadský biskup Egward.
- 983 – Mstivoj uzavřel spojenectví s Lutici a zahájil mocné povstání, do kterého se zapojila většina Polabských Slovanů. 29. června 983 dobyli Havelberg a zničili sídlo biskupa. O několik dní později dobyli Branibor a Hamburk. Slované se tak na čas vymanili z postupné germanizace – nastalo období boje proti křesťanství.
- 985 – 987 Císař Ota III. vedl boje s Lutici.
- 986 – Ota III. si podmanil Stodorany.
- 991 – Kizo, drobný saský šlechtic, obsadil Branibor.
- 993 – Kizo předal Branibor císaři.
- 995 – Mstivoj byl jako křesťan vyhnán ze země. Vlády se ujal jeho syn Mstislav (Mečislav).
- 996 – Ota III. uzavřel s Obodrity a Lutici mír a Luticům přiznal samostatnost.
- 997 – Luticové dobyli celé území Stodoranů.
- asi 1002 – Císař Jindřich II. uznal nezávislost Obodritů.
- 1003 – Císař přijal v Quedlinburgu Lutice a Ratary a dojednal s nimi pomoc proti Boleslavu Chrabrému.
- 1017 – Výprava císaře spolu s Lutici a kyjevskými oddíly proti Polákům. Byli však poraženi. Kníže Mečislav byl obviněn z neúspěchu a jeho lidé proti němu povstali.
- 1018 – Mečislav se opevnil na Zvěříně, ale byl poražen a uprchl do Saska. Vlády se ujal jeho syn Pribigněv (pokřtěný Udo).
- 1031/2 – Pribigněv byl zavražděn, nástupcem se stal zřejmě Udův bratr Ratibor, Gotšalk, druhý syn Pribigněva, zavrhl křesťanství, uprchl z kláštera do Holštýnska, spojil se zde se Slovany a začal pustošit kraj. Byl však chycen a poslán do vězení. Po propuštění se odebral do Dánska ke králi Knutovi (1014–35), svému příbuznému. Oženil se se Sigridou, dcerou Svena Estridsena (dánský král 1047–74). V Dánsku opět přistoupil ke křesťanství.
- 1032 – Císař Konrád II. uzavřel mír s Lutici.
- 1043 – Obodriti vedení Ratiborem vtrhli do Dánska, ale byli u Lyrskovhede poraženi. Padl tam Ratibor i s osmi syny. Gotšalk převzal uprázdněný trůn a začal v zemi prosazovat křesťanství.
- 1051 – V zemi byla zřízena další dvě biskupství (v Ratiboru a Velehradě).
- 1057 – rozpad kmenového svazu kolem Svarožicovy svatyně v Retře. Na jedné straně Rataři a Dolenci na druhé Črezpěňané. S pomocí Gotšalka, vévody Bernarda a krále Svena Črezpěňany přemohli. Črezpěňané i Chyžané byli začleněni do Gotšalkova panství.
- 7. června 1057 – sněm v Lenčině. Bluso, švagr Gotšalka, rozpoutal pohanské povstání proti Gotšalkovi a křesťanství.
- 1066 – Gotšalk během povstání padl.
- v zimě 1067/68 napadl biskup Buchard z Halbestadtu zemi lutickou. Zničil náboženské středisko Retru[9]. Krut zvolen knížetem, Budivoj, syn Gotšalka, byl vyhnán (odešel do Saska).
- 1070 – Luticové se poddali Krutovi.
- 1071 – Výprava Budivoje a Magnuse, syna saského vévody Ordulfa proti Krutovi.
- okolo 1071 – Budivoj i jeho saská družina byli povražděni.
- 1073 – Sasové se vzbouřili proti císaři, požádali Lutice o podporu, ale ti odmítli.
- 1093 – Saský vévoda Magnus vtrhl do země Luticů. Jindřich, syn Gotšalka, vpadl do země s dánským králem Ejegödem, zpustošili Volín a dobyli Stargard.
- 1101 – Markrabě Udo ovládl Branibor, kde ustavil křesťanství.
- 1105 – Kníže Krut byl setnut na rozkaz Jindřicha na hostině v Ploně.
- 1110 – Lothar ze Supplinburgu, vévoda saský, dobyl slovanské území u Stomarnu a tuto zemi udělil Adolfovi ze Schauenburku v léno.
- 1114 – Obodritský kníže Jindřich si podmanil Črezpěňany.
- 1127 – Kníže Jindřich zemřel. Jeho syn Knut byl poté zavražděn a vlády se ujal druhý syn Svatopluk.
- 1129 – Kníže Svatopluk byl zavražděn. Dánský princ Knut Lavard získal obodritskou říši koupí od císaře Lothara III.
- 1131 – Knut Lavard byl zavražděn. Zemi si rozdělili Niklot a Pribislav.
- 1147 – Venedská křížová výprava. Výpravy se zúčastnil saský vévoda Jindřich Lev, Albrecht I. Medvěd, dánští bratři Sven a Knut se stotisícovým vojskem a oddíly Poláků a Moravanů. Na obranu se jim postavili obodritský kníže Niklot a pomořanský kníže Ratibor v opevněných městech Dubín a Dymín. Přes dlouhotrvající obléhání se města nepodařila dobýt a na podzim byla výprava bez většího úspěchu ukončena.
- 1157 – Albrecht I. Medvěd se stává prvním braniborským markrabětem
- 1160 – Kníže Niklot padl v bitvě proti Jindřichovi Lvovi u hradu Vorel. Sasové a Dánové pak ovládli území Obodritů.
- 1167 – Jindřich Lev udělil obodritskou a lutickou zemi Pribislavovi, synovi Niklota, jako léno.
- 1168 – Dánský král Valdemar I. Veliký dobyl Rujánu a zničil hlavní pohanskou svatyni na Arkoně.
- 1178 – Pribislav zemřel a na trůn usedl jeho syn Jindřich Borvin.
- 1179 – Poslední slovanské povstání proti christianizaci.
- 1184 – Dánský král Knut VI. porazil Jindřicha Borvina v bitvě u Gryfie. Jindřich byl od té doby v lenní závislosti.
- 1227 – Zemřel Jindřich Borvin. Země byla rozdělena mezi jeho čtyři vnuky. Přestože potomci Jindřicha Borvina byli rodem Obodriti, jazykem a zvyklostmi to již byli Němci. Potomky Jindřicha Borvina skončila vláda obodritských knížat a byla zahájena vláda meklenburských vévodů.
- V 18. století byli jako poslední z Obodritů germanizováni Drevané žijící v oblasti lüneburského vřesoviště.

## Příčiny asimilace Polabských Slovanů

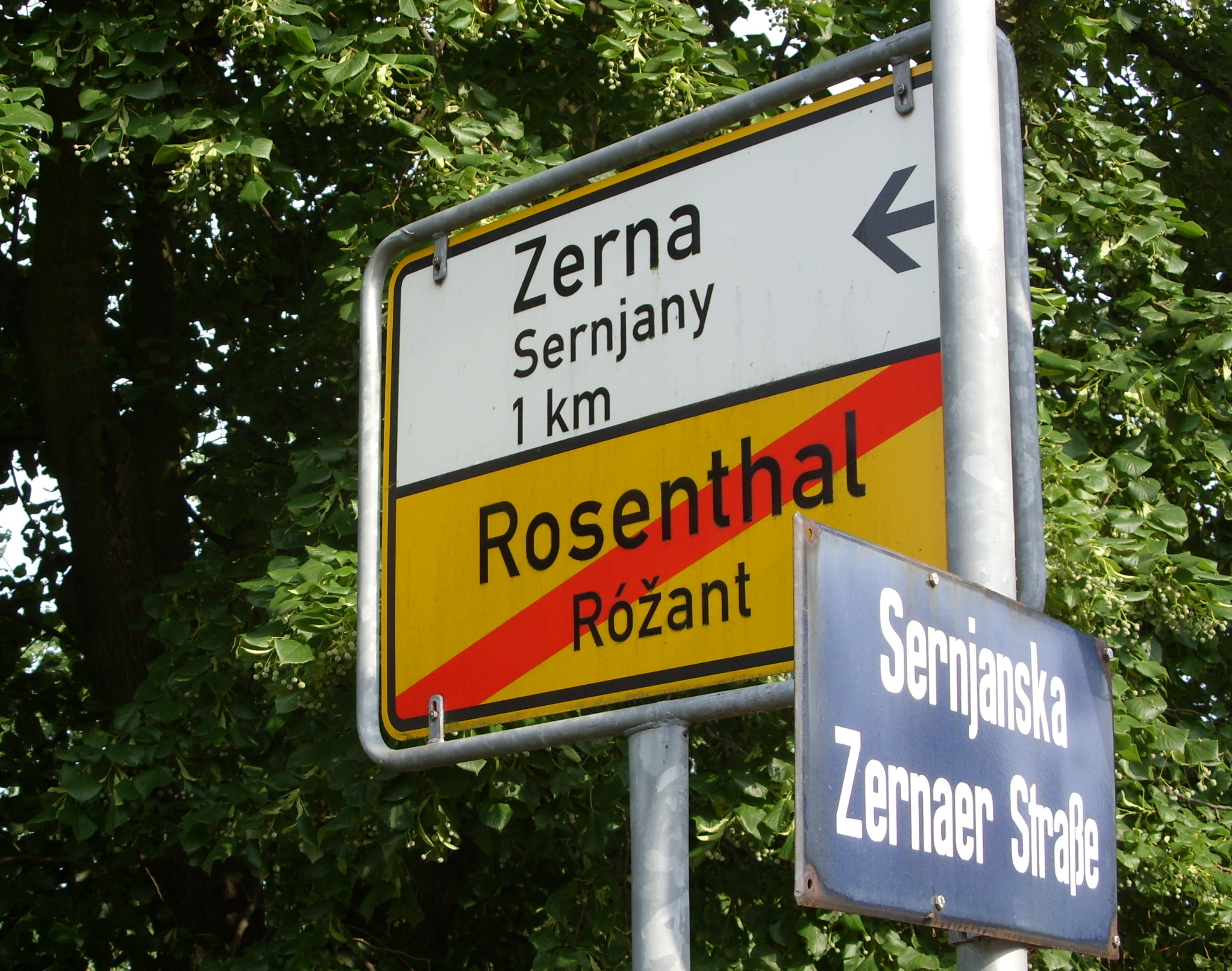
Dvojjazyčné německo-lužickosrbské názvy ulic v Sasku

Příchod Cyrila a Metoděje do Velké Moravy a následná latinská christianizace Čech v 10. století způsobily, že přijetí křesťanství na Moravě a pak v Čechách proběhlo mnohem méně násilně, než právě u Polabských Slovanů. Dá se zjednodušeně říci, že nejprve Moravané a pak i Češi dobrovolnou christianizací nejvyšších představitelů byli ušetřeni christianizace zvenčí, nadto byla vnější prezentací Velké Moravy a pak Českého knížectví za křesťanský stát sebrána německým křesťanským sousedům jedna ze záminek útoků na tyto státní útvary.
Vyhnáním Metodějových následovníků Gorazda, Klimenta, Angelára, Nauma a Sávy a likvidací cyrilometodějské slovanské církve bylo znemožněno další nenásilné pronikání křesťanství do zemí severně od Čech. Pohanští Polabští Slované se proto setkali s křesťanstvím ve zcela jiné podobě. Narazili na nepřítele, který křesťanství šířil násilným způsobem. Násilí na pohanském obyvatelstvu spojené s prosazování křesťanství latinskými biskupy jenom více utvrzovalo Polabské Slovany v pohanské víře. Celé dějiny Slovanů v Polabí jsou tak dějinami střetu křesťanství a pohanství.

Nedílnou součástí prosazování křesťanství v Polabí byly mocenské tužby německých panovníků. Získání nových území buďto pod přímou nadvládu nebo jako závislá území, ze kterých plynuly panovníkovi platby formou daní, byly podstatným aspektem německého výboje na východ.

K asimilaci Slovanů přispěla také jejich nejednotnost. Vedle bojů s německými kolonizátory docházelo k častým nepřátelstvím mezi Obodrity a Lutici i mezi jednotlivými kmeny obou slovanských svazů.
Lužičtí Srbové, kteří žijí v německých spolkových zemích Sasko a Braniborsko, jsou dnes posledními Polabskými Slovany, kteří nepodlehli úplné germanizaci.